# Comunità Odinista
La Comunità Odinista è un'organizzazione neopagana italiana che pratica l'odinismo, una denominazione dell'etenismo (religione germanica). Il termine "odinismo" ha per radice il nome del Dio supremo nella tradizione germanica, ossia Odino.

## Odinismo
Il termine "odinismo" fu coniato dal pioniere etenista Orestes Brownson nella sua opera Letter to Protestants pubblicata nel 1848. Il termine fu reintrodotto verso la fine degli anni 1930 da Alexander Rud Mills in Australia all'atto della fondazione della sua organizzazione etenista First Anglecyn Church of Odin ("Prima Chiesa Anglica di Odino") e con il suo libello The Call of Our Ancient Nordic Religion. Tra gli anni 1960 e 1970, Else Christensen organizza l'Odinist Study Group ("Gruppo di Studio Odinista") e più tardi un'organizzazione chiamata Odinist Community ("Comunità Odinista") od Odinist Fellowship ("Sodalizio Odinista"), divulgando il termine anche nell'America settentrionale. Nell'etenismo odierno il termine "odinismo" si è consolidato a definire quelle correnti eteniste che enfatizzano l'importanza dell'ascendenza etnica e genetica di un individuo come requisito per entrare a far parte di tale religione.

## Storia
Sotto l'influenza dei primi gruppi odinisti, Paolo Gauna (pseudonimo: Hundingr Gisulf) raggruppa tra Piemonte, Valle d'Aosta, Lombardia, Veneto e Toscana negli anni 1990, alcuni giovani con l'intento di organizzare la restaurazione della fede odinica.
In questa prima fase il gruppo si modella sulla scia di altre organizzazioni come l'Odinic Rite britannico, il circolo ruotante intorno alla rivista belga Megin (organo del gruppo Fils des Ases di Bernard Mengal), e l'Artgemeinschaft tedesca.
La fondazione ufficiale della Comunità Odinista avviene nell'agosto del 1994 durante un soggiorno in Islanda di Gauna (in Islanda l'unico contatto con gli organizzatori della fede odinica era Thorsteinn Gudjonsson). La neonata organizzazione circoscrive la sua area d'azione all'Italia centrosettentrionale, secondo l’organizzazione, maggiormente influenzata dalla cultura germanica dove si ritiene che, su opinione della stessa organizzazione, il culto germanico sia stato praticato dal sostrato popolare della Langobardia Maior.
Nel 1995 l'organizzazione entra in contatto con il ricercatore veneto Gualtiero Ciola, dal cui libro Noi, Celti e Longobardi i fondatori avevano tratto ispirazione per la riproposizione di una realtà etno-spirituale riferita agli antichi Longobardi. Ciola collabora stabilmente con la rivista della Comunià Odinista intitolata L'Araldo di Thule e partecipa al progetto gruppo.
Dopo la visita di un membro viennese dell'Armanen-Orden, vengono ordinati i materiali raccolti utili per codificare la ritualità stagionale della Comunità Odinista. I rituali vengono pubblicati in un "libro dei blótar" chiamato I fuochi di Gambara. Dal 1995 la Comunità Odinista organizza (a cadenza mensile) rituali stagionali o di passaggio. I primi blòtar (sacrifici rituali incruenti) vengono celebrati in tra Piemonte e Valle d'Aosta. In corrispondenza di questa fase viene pubblicato il "calendario langbärte" che permette di scadenzare i rituali della Comunità Odinista nel corso dell'anno. 
Nel 1997 la Comunità Odinista viene contattata dalla Hermandad Ásatrú Argentina ("Fratellanza Ásatrú Argentina") con sede a Buenos Aires, fondata da discendenti di immigrati dell'Italia centro-settentrionale in Argentina. Viene, di lì a poco, organizzata l'"Alleanza del Lupo" (Alianza del Lobo) tra le due organizzazioni per favorirne cooperazione e scambio culturale.
Nel 2000 viene fondata una sezione della Comunità Odinista in Australia da un docente dell'Università di Melbourne, e lo stesso anno la Hermandad Ásatrú Argentina cessa di esistere. Un membro in Messico, Radwulf CO, si incarica di organizzare la Comunità Odinista in America centrale per i discendenti dei Longobardi. Da lì a poco la neonata Comunità Odinista América allargherà la possibilità di adesione a tutta l'America centro-meridional; successivamente, la regione australe di tale organizzazione sarà coordinata da Bleik CO, un altro membro argentino.
Negli anni successivi la Comunità Odinista ha rafforzato la propria struttura organizzativa, riducendo la decentralizzazione e l'organizzazione in fratellanze locali e focalizzando l'attenzione sui criteri di selezione dei neofiti. Nell'aprile del 2006 alcuni affiliati dell'Odinic Rite hanno soggiornato, ospiti della Comunità Odinista, tra Piemonte e Valle d'Aosta per partecipare ai blótar per rinsaldare il legami di amicizia tra le due organizzazioni.

## Struttura
L'organismo direttivo della Comunità Odinista è denominato "Corte di Gambara", un riferimento alla mitologica sacerdotessa capo-popolo dei Longobardi. Nella prima fase di vita della Comunità Odinista, questa si organizzava in fratellanze locali decentrate. I blótar sono officiati da gothi (sacerdoti).
A partire dai primi contatti con l'Odinic Rite britannico, la Comunità Odinista assume come proprio motto "Fede, Volk e Famiglia" (dal motto in inglese Faith, Folk and Family), identificante la propria identità imperniata su tali tre stati dell'esistenza umana. Come l'Odinic Rite, anche la Comunità Odinista è considerate un movimento Völkisch (inglese folkish; "etnico"): imperniato sull'identità etnica nord-italiana intesa come lombarda/longobarda e come tutt'uno con la fede germanica. Le pubblicazioni della Comunità Odinista pongono l'accento sulla neutralità politico-partitica dell'organizzazione; le posizioni politico-partitiche dei membri sono considerate libera espressione individuale e privata, non rappresentative di una linea comune.
Per entrare a far parte della Comunità Odinista, un neofita deve fare opera di apprendistato. In questo periodo può partecipare ai rituali solo come spettatore. Se giudicato meritevole, dopo qualche tempo, viene accettato nell'organizzazione tramite un rito iniziatico con il quale gli viene conferito un nuovo nome di tradizione linguistica germanica.

## Dottrina
La Comunità Odinista si definisce "gruppo per la riscoperta della fede ancestrale dei longobardi e dei loro discendenti" e si rivolge esclusivamente a "persone appartenenti alla stirpe longobarda e aventi sangue germanico e/o di discendenza teutonica". Gli affiliati alla Comunità Odinista sono incoraggiati a vivere secondo le "Nove Virtù Nobili" dell'etenismo: coraggio, verità, onore, fedeltà, disciplina, ospitalità, operosità, autostima, perseveranza (tratte dall'Havamal dell'Edda, e dalle saghe ed il folklore germanico, da John Yeowell "Stubba" e John Gibbs-Bailey "Hoskuld" dell'Odinic Rite negli anni 1970). Altro riferimento per gli affiliati alla Comunità Odinista sono i "Nove Incarichi" codificati sempre dall'Odinic Rite negli anni 1970.

## Simboli
Il simbolo principale della Comunità Odinista è l'Irminsul (l'albero del mondo) nella sua versione sassone e in quella longobarda, visibile in due rilievi presso l'abbazia di Pomposa. L'organizzazione ha anche una bandiera, rappresentante un corvo nero su sfondo bianco ed una runa Oþalan: regola vuole che tale bandiera non esca mai dai territori dell'antico Regno Longobardo.